# Tell Me More
Tell Me More è il singolo di debutto del duo musicale azero TuralTuranX, pubblicato il 14 marzo 2023.

## Promozione
Il 9 marzo 2023 l'emittente radiotelevisiva azera İTV ha annunciato di avere selezionato internamente i TuralTuranX come rappresentanti nazionali all'Eurovision Song Contest 2023 a Liverpool. Tell Me More è stato confermato come loro brano eurovisivo. È stato presentato il 13 marzo 2023 e distribuito digitalmente il giorno successivo. Nel maggio successivo si sono esibiti durante la prima semifinale della manifestazione europea, senza però qualificarsi per la finale.

## Tracce
Testi e musiche di Nihad Əliyev, Tunar Tağıyev, Tural Bağmanov e Turan Bağmanov.
1. Tell Me More – 2:58